# Thierry Gerbier
Thierry Gerbier (Chambéry, 21 de septiembre de 1965-Le Pontet, 13 de noviembre de 2013) fue un deportista francés que compitió en biatlón.
Ganó dos medallas en el Campeonato Mundial de Biatlón de 1990, plata en la prueba por relevos y bronce en equipos. Participó en dos Juegos Olímpicos de Invierno, en los años 1988 y 1992, ocupando el sexto lugar en Albertville 1992, en la prueba de relevos.

## Palmarés internacional
| Campeonato Mundial | Campeonato Mundial      | Campeonato Mundial | Campeonato Mundial |
| Año                | Lugar                   | Medalla            | Prueba             |
| ------------------ | ----------------------- | ------------------ | ------------------ |
| 1990               | Kontiolahti (Finlandia) | Medalla de plata   | Relevo             |
| 1990               | Oslo (Noruega)          | Medalla de bronce  | Equipo             |